# Nowoomskij
Nowoomskij (ros. Новоомский) – osiedle w Rosji, w obwodzie omskim, w rejonie omskim. W 2010 liczyło 4946 mieszkańców.